# Tenararo
Tenararo is een atol in de Actéon groep in het zuidoostelijke deel van de Tuamotuarchipel, in Frans-Polynesië. Het eiland is onbewoond, maar heeft wel een kleine landingsplaats op het noordwestelijke deel van het atol.

## Geografie

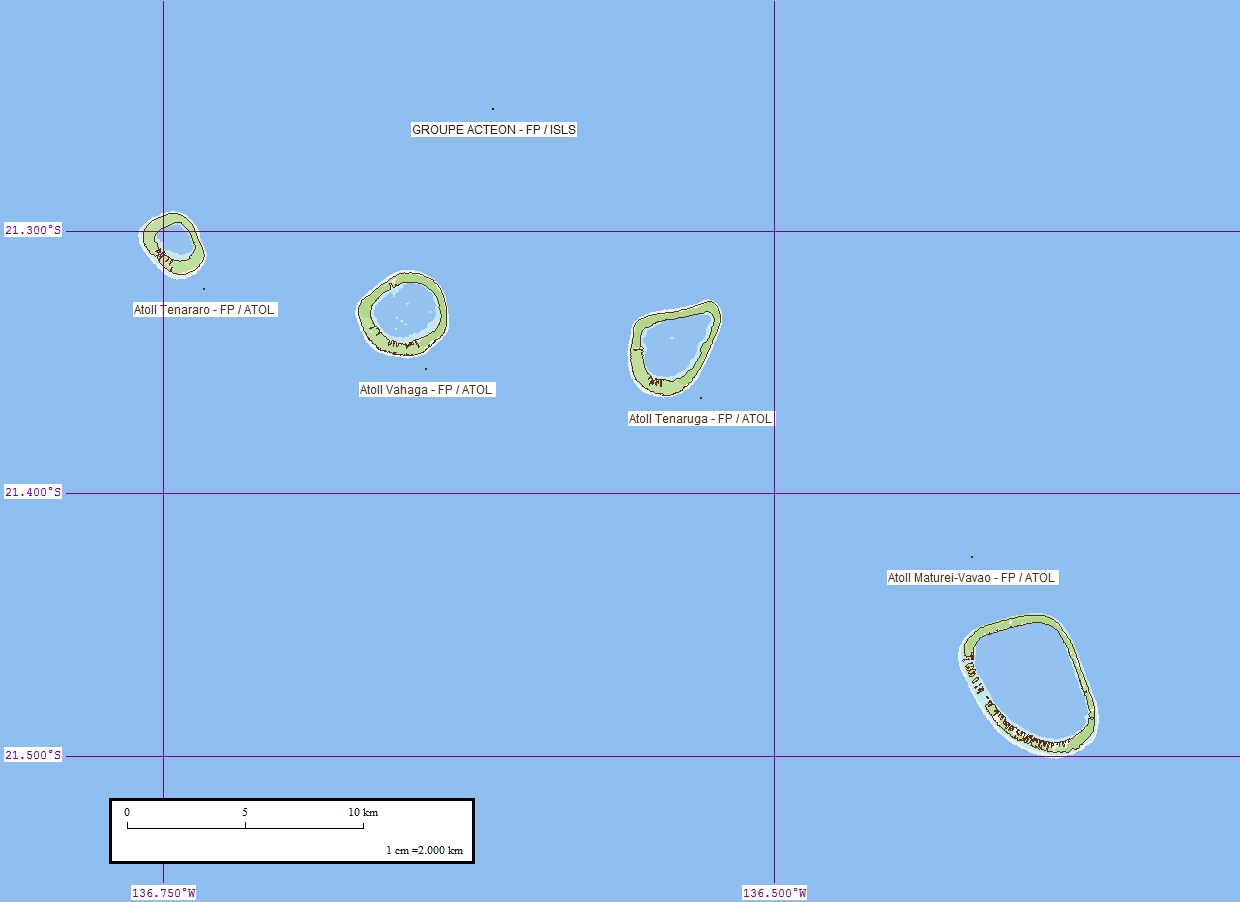
Tenararo is het meest noordwestelijke eiland van de Actéon groep

Tenararo is het kleinste atol van de Actéon groep. Het atol is zo'n 2,8 km lang en 2 km breed. De lagune binnen het atol is niet bereikbaar per schip. De oppervlakte boven water bedraagt 2 km², de lagune heeft een oppervlakte van 1,6 km².
Administratief gezien behoort het atol tot de gemeente Gambier.

## Geschiedenis
De eerste Europeaan die de Actéon groep ontdekte was Pedro Fernández de Quirós op 5 februari 1605. Hij beschreef de groep als "Vier eilanden gekroond met kokospalmen", en noemde de eilanden "Las Cuatro Coronadas". In 1833 werd de eerste niet dubbelzinnige melding gedaan door Kapitein Thomas Ebrill van een Tahitiaans vrachtschip, en hij noemde de groep Amphitrite, naar zijn eigen schip. In 1837 werd de naam Actéon definitief gekozen door kapitein Edward Russell, die de eilanden de naam gaf van zijn militair schip HMS Acteon.

## Ecologie
Op het eiland komen 39 vogelsoorten voor en acht soorten van de Rode Lijst van de IUCN, waaronder de endemische tuamotujufferduif (Ptilinopus coralensis),Tahitiaanse patrijsduif (Gallicolumba erythroptera, waarvan er naar schatting nog slechts 120 leven in het wild) en bedreigde tuamotustrandloper (Prosobonia parvirostris, 57 in 2003 en 22 in 2012). 
Er broeden twee soorten fregatvogels: de grote fregatvogel (Fregata minor) en de kleine fregatvogel (Fregata ariel) verder Murphy's stormvogel  (Pterodroma ultima) en phoenixstormvogel (P. alba).
Matureivavao · Tenararo · Tenarunga · Vahanga